# Pápai Erzsi
Pápai Erzsi (Budapest, 1934. február 25. – Budapest, 2017. november 4.) Jászai Mari-díjas magyar színésznő, érdemes művész.

## Pályája
1937 és 1945 között Lakner Artúr gyermekszínházában játszott. 1945 és 1949 között rádióműsorokban szerepelt. 1953-ban végezte el a Színház- és Filmművészeti Főiskolát. 1953-tól 1989-es nyugdíjazásáig a Nemzeti Színház tagja volt, azóta a Nemzeti Színház örökös tagja.

## Színpadi szerepek
- Vörösmarty Mihály: Csongor és Tünde... Ledér, Ilma
- Katona József: Bánk bán... Melinda
- Schiller: Stuart Mária... Erzsébet
- Bulgakov: Álszentek összeesküvése... Madelaine Béjart
- Móricz Zsigmond: Rokonok... Lina
- Móricz Zsigmond: Nem élhetek muzsikaszó nélkül... Pepi néni
- Bertolt Brecht: A kaukázusi krétakör... Dajka
- Molnár Ferenc: A Pál utcai fiúk... Nemecsek
- Edward Albee: Mindent a kertbe... Luise
- Sarkadi Imre: Elveszett paradicsom... Zsófi
- Urbán Ernő: Tűzkeresztség... Bozi Marika
- Gyöngyössy Imre: Csillagok órája... Borbála
- Shakespeare: A makrancos hölgy... Bianca
- Majakovszkij: Gőzfürdő... Foszforeszkáló nő
- Kármán József - Szabó Magda: Fanni hagyományai... Júlia
- Václav Havel: Kerti ünnepély... Titkárnő
- Noël Coward: Akt hegedűvel... Jane
- H. Bartha Lajos: Kiáltás... Ifj. Haranginé
- Boldizsár Iván: Túlélők... Ilona
- Molière: Tartuffe... Elmira
- Calderón: Huncut kísértet... Isabel
- Madách Imre: Csák végnapjai... Erzsébet
- Csiky Gergely: Mukányi... Olga
- Alekszandr Vampilov: A múlt nyáron történt... Anna
- Gorkij: Jegor Bulicsov és a többiek... Zobunova
- Shakespeare: III. Richard... Margit királynő
- Alekszandr Gelman: Visszajelzés... Medvegyeva
- Németh László: Erzsébet-nap... Bözsike
- Németh László: Husz János... Másik asszony
- Moldova György: Titkos záradék... Barna Erzsébet
- Bornemisza–Rossa–Novák: Magyar Elektra... Chorus
- Hubay Miklós: Tüzet viszek... Salgóné
- Jiří Hubac: A régi jó zenekar... Hermin
- Mikszáth Kálmán: A Noszty fiú esete Tóth Marival... Répásyné
- Remenyik Zsigmond: Kard és kocka... Öregasszony
- Hubay Miklós: Ők tudják mi a szerelem... Szobalány
- Németh László : A két Bolyai... Bolyai János felesége
- Madách Imre: Az ember tragédiája... XI. szín, az anya[4]

### Önálló estje
- Színészdal! (férjével, Ráday Imrével, 1979)

## Filmes és televíziós szerepei
- Semmelweis (1939)
- Te vagy a dal (1940)
- Gyurkovics fiúk (1941) – Kis Gyurkovics lány
- Vissza az úton (1941)
- Becsület és dicsőség (1951) - Egyik munkáslány, aki Eszter 25 másodperces bravúrja után felkiált, hogy: „- Éljen Eszter!”
- Morzsa Mari (1951, rövid játékfilm)
- Tűzkeresztség (1951) – Marika, Boziné lánya
- Vihar (1951) – Árendás Juci
- Föltámadott a tenger 1-2. (1953) – Piroska
- Kiskrajcár (1953) – Anna
- Jól megjárta (1956, rövid játékfilm)
- Kettőkor találkozunk (1956, rövid játékfilm)
- Zsebek és emberek (1956, rövid játékfilm)
- Dani (1957)
- Zápor (1960)
- Életmentő véradók (1961)
- Katonazene (1961)
- Az utolsó vacsora (1962) – Európa kisasszony
- Hétköznapi történet (1966)
- A holtak visszajárnak (1968) – Soltiné
- A ló is ember (1968) – Bakucné
- Plusz egy fő (1968)
- Szende szélhámosok (1968) – Vermesné
- Pesti erkölcsök (1970)
- Hangyaboly (1971) – Gerolda
- A lámpás (1973) – Buzsákyné
- Keménykalap és krumpliorr 1-4. (1973 [1978 mozifilmként]) – Titkárnő
- Tigrisugrás (1974)
- Magyarok (1977) – Tarné
- Szerelvény a hátországba (1978)
- Irány, Caracas! (1981) – Lujzi, Elemér bácsi felesége
- Moszkva tér (2001) – Boci mama
- Szerelem utolsó vérig (2002) – Baba néni
- De kik azok a Lumnitzer nővérek? (2006) – Éhező színésznő
- Noé bárkája (2006) – Öregasszony

## Szinkronszerepei

### Filmek
| Év   | Cím                                                             | Szereplő                    | Színész                  | Szinkron év |
| ---- | --------------------------------------------------------------- | --------------------------- | ------------------------ | ----------- |
| 1939 | Elfújta a szél                                                  | Mrs. Dolly Merriwether      | Jane Darwell             | 1995        |
| 1946 | Martha Ivers furcsa szerelme                                    | N/A                         | N/A                      | 1994        |
| 1946 | Szürke fény                                                     | Sørine                      | Karen Lykkehus           | 1973        |
| 1948 | Külügyi szívügyek                                               | Erika Von Schluetow         | Marlene Dietrich         | 1980        |
| 1948 | Macbeth                                                         | N/A                         | N/A                      | 1964        |
| 1950 | Megacélozottak                                                  | Marie                       | Jana Dítetová            | 1951        |
| 1954 | Husz János                                                      | N/A                         | N/A                      | 1956        |
| 1955 | A jól bevált férj                                               | Monica Hathaway             | Kay Kendall              | 1964        |
| 1955 | Micsoda vakáció!                                                | Mary Kent                   | Shelagh Fraser           | 1964        |
| 1956 | Ember született                                                 | N/A                         | N/A                      | 1958        |
| 1956 | Gyilkos idő (1. magyar szinkron)                                | Gabrielle                   | Lucienne Bogaert         | 1980        |
| 1957 | Fekete arany                                                    | Anca                        | Eva Christian            | 1958        |
| 1957 | Szent Johanna                                                   | Szent Johanna               | Jean Seberg              | 1960        |
| 1957 | Szerencselovag                                                  | Elisabeth Becker            | Eva Kotthaus             | 1963        |
| 1958 | A játékos (2. magyar szinkron)                                  | N/A                         | N/A                      | 1994        |
| 1958 | A nagy családok (1. magyar szinkron)                            | Isabelle de La Monnerie     | Françoise Delbart        | 1960        |
| 1958 | Bosszú                                                          | N/A                         | N/A                      | 1989        |
| 1958 | Feltámadás                                                      | Marja Pawlowna              | Lea Massari              | 1961        |
| 1958 | Idegen gyermekek (1. magyar szinkron)                           | Nato                        | Cicino Cicisvili         | 1960        |
| 1958 | Kigyúlnak a fények                                              | Sura Mityaszova             | Liliya Aleshnikova       | 1959        |
| 1959 | Aranykezű Mária (1. magyar szinkron)                            | N/A                         | N/A                      | 1964        |
| 1959 | Archimedes, a csavargó (1. magyar szinkron)                     | Madame Pichon               | Dora Doll                | 1962        |
| 1959 | Az apáca története                                              | N/A                         | N/A                      | 1989        |
| 1960 | Bekerítve                                                       | N/A                         | N/A                      | 1962        |
| 1960 | Egy katona meg egy fél (1. magyar szinkron)                     | Anita Rossi                 | Virna Lisi               | 1961        |
| 1961 | A lázadó                                                        | Margot                      | Margit Saad              | 1963        |
| 1961 | Fiatalok voltunk                                                | Nadja                       | Emilia Radeva            | 1962        |
| 1961 | Két élet                                                        | Nyina                       | Alla Larionova           | 1961        |
| 1961 | Láng az utcákon                                                 | Kathie Palmer, a lánya      | Sylvia Syms              | 1964        |
| 1961 | Maigret felügyelő – II/1. rész: Árnyjáték                       | Madame Martin               | Anne Pichon              | 1972        |
| 1962 | A halottak nem beszélnek                                        | Lisa Elmers                 | Annekathrin Bürger       | 1963        |
| 1962 | Egy kislány iskolába megy (1. magyar szinkron)                  | Tanítónő                    | Jiřina Bohdalová         | 1963        |
| 1962 | Királyfi gyermekek                                              | Magdalena                   | Annekathrin Bürger       | 1962        |
| 1962 | Kisfiú a nagyvárosban                                           | Bobes anyja                 | Dana Medřická            | 1972        |
| 1962 | Mr. Hobbs szabadságra megy (1. magyar szinkron)                 | Peggy Hobbs, Roger felesége | Maureen O’Hara           | 1975        |
| 1963 | Doktor bajban                                                   | Iris Marchant               | Barbara Murray           | 1966        |
| 1963 | Egyutcás város                                                  | Mása                        | Aleftina Konsztantinovna | 1966        |
| 1964 | Lövés a ködben                                                  | Marina                      | Lionella Pyryeva         | 1964        |
| 1964 | Szabálytalan szabályos (1. magyar szinkron)                     | Jean Howard doktornő        | Glenda Farrell           | 1976        |
| 1965 | A fehér asszony (1. magyar szinkron)                            | N/A                         | N/A                      | 1966        |
| 1965 | A légió                                                         | Elzbieta hercegnő           | Beata Tyszkiewicz        | 1966        |
| 1965 | Doktor Zsivágó                                                  | Vonatra ugró asszony        | Muráti Lili              | 1994        |
| 1966 | El a kezekkel a feleségemtől!                                   | Doris Parker                | Ann Doran                | 1986        |
| 1966 | Szigorúan ellenőrzött vonatok                                   | Tapicska unokahúga          | N/A                      | 1967        |
| 1967 | Három topolyafa                                                 | Nina                        | Alevtina Rumjanceva      | 1969        |
| 1969 | A lovakat lelövik, ugye?                                        | Shirley „Shirl” Clayton     | Allyn Ann McLerie        | 1980        |
| 1970 | A mester                                                        | N/A                         | N/A                      | 1986        |
| 1970 | Az egyetlen út                                                  | Ruth Stein                  | Helle Virkner            | 1988        |
| 1970 | Ismét átugrom a pocsolyákat                                     | Anya                        | Zdena Hadrbolcová        | 1972        |
| 1970 | Rio Lobo (2. magyar szinkron)                                   | Motelrecepciós              | N/A                      | 1992        |
| 1971 | A menyasszony                                                   | Nadja anyja                 | Marion Van de Kamp       | 1978        |
| 1971 | Elszakadás (1. magyar szinkron)                                 | Ann Lockston                | Audra Lindley            | 1975        |
| 1971 | Harkály                                                         | N/A                         | N/A                      | 1972        |
| 1971 | Mária, a skótok királynője (első-két magyar szinkron)           | I. Erzsébet királynő        | Glenda Jackson           | 1973        |
| 1971 | Mária, a skótok királynője (első-két magyar szinkron)           | I. Erzsébet királynő        | Glenda Jackson           | 1979        |
| 1971 | Optimista tragédia                                              | Komisszár                   | Renate Richter           | 1974        |
| 1971 | Sacco és Vanzetti                                               | Virginia                    | Armenia Balducci         | 1972        |
| 1972 | A mi erdőnk alján                                               | N/A                         | N/A                      | 1978        |
| 1972 | Jack kapitány                                                   | Olga                        | Marija Podgurszkaja      | 1975        |
| 1972 | Monológ                                                         | Tászja, Szretenszki lánya   | Margarita Terehova       | 1974        |
| 1973 | A Dominici-ügy                                                  | Augusta Callat              | Jeanne Allard            | 1974        |
| 1973 | Lidércnyomás                                                    | Madame Naublin              | Danièle Delorme          | 1978        |
| 1974 | A félelem megeszi a lelket                                      | Münchmeyerné                | Lilo Pempeit             | 1994        |
| 1974 | Te, szeretet országa                                            | Margot Weitling             | Margot Leonard           | 1978        |
| 1974 | Vasárnapok Ánjával                                              | N/A                         | N/A                      | 1978        |
| 1975 | A bátyámnak klassz öccse van                                    | Vránová                     | Blazena Holisová         | 1977        |
| 1975 | Illünk egymáshoz, drágám?                                       | N/A                         | N/A                      | 1976        |
| 1975 | Napsugár fiúk (1. magyar szinkron)                              | Mrs. Doris Green, Al lánya  | Carol Arthur             | 1977        |
| 1976 | Kálvária                                                        | Gyemcsiha                   | Ljudmila Poljakova       | 1977        |
| 1978 | Asszony férj nélkül                                             | Elaine                      | Kelly Bishop             | 1979        |
| 1979 | Házimozi                                                        | Sybil Thorne                | Yvonne Bonnamy           | 1983        |
| 1979 | Pókember – A sárkány barlangjában                               | Ékszerárus                  | N/A                      | 1993        |
| 1980 | Üdvözlőlap                                                      | Nagymama                    | Halina Mikolajska        | 1987        |
| 1981 | A varázshegy                                                    | Frau Stöhr                  | Margot Hielscher         | 1991        |
| 1981 | Maria Zef                                                       | Kuruzslóasszony             | Odilla Ferigo            | 1987        |
| 1982 | Több, mint futó kaland                                          | Mercado bírónő              | Carmen Zapata            | 1990        |
| 1982 | III. Richárd                                                    | Hercegné                    | Annette Crosbie          | 1987        |
| 1982 | Krimileckék – 1. rész                                           | Elsa                        | Maria Schell             | 1983        |
| 1983 | Orvosnők                                                        | Dr. Lydia Kowalenko         | Inge Keller              | 1985        |
| 1984 | Csecsemőcsere                                                   | Mae Daniels                 | Jeanne Evans             | 1987        |
| 1984 | Madárka                                                         | N/A                         | N/A                      | 1992        |
| 1984 | Végtelen történet (1. magyar szinkron)                          | Urgl                        | Patricia Hayes           | 1986        |
| 1985 | Miss Marple történetei 04.: Egy marék rozs                      | Mrs. Crump                  | Merelina Kendall         | 1988        |
| 1986 | Egy kisebb isten gyermekei                                      | Mrs. Norman                 | Piper Laurie             | 1989        |
| 1986 | Miss Marple történetei 08.: Nemezis (1. magyar szinkron)        | Lavinia Glynne              | Valerie Lush             | 1989        |
| 1986 | Valami vadság                                                   | Peaches                     | Dana Preu                | 1990        |
| 1987 | A nősülés örömei (1. magyar szinkron)                           | N/A                         | N/A                      | 1993        |
| 1987 | Aki legyőzte Al Caponét (1. magyar szinkron)                    | Anyuka a pályaudvaron       | Melody Rae               | 1989        |
| 1987 | Elítélve                                                        | N/A                         | N/A                      | 1991        |
| 1987 | Felhővalcer                                                     | N/A                         | N/A                      | 1988        |
| 1987 | Forró szívek, hideg lábak                                       | Amanda McPherson            | Liz Sheridan             | 1988        |
| 1988 | Amerikába jöttem (1. magyar szinkron)                           | N/A                         | N/A                      | 1989        |
| 1988 | Ikrek                                                           | Festőnő                     | Linda Porter             | 1989        |
| 1988 | Zárt kör                                                        | Nedda Nolan                 | Gretchen Wyler           | 1991        |
| 1989 | Az ördög kisértése                                              | N/A                         | N/A                      | 1993        |
| 1989 | Bőrpofa – Texasi láncfűrészes mészárlás 3. (1. magyar szinkron) | Mama                        | Miriam Byrd-Nethery      | 1992        |
| 1989 | Holt Költők Társasága                                           | Mrs. Perry                  | Carla Belver             | 1990        |
| 1989 | Kinek mi jár                                                    | N/A                         | N/A                      | 1991        |
| 1989 | Országúti vagányok                                              | Linda Cervi                 | Beah Richards            | 1993        |
| 1990 | Elsikkasztott mennyország                                       | Zikan                       | Erni Mangold             | 1991        |
| 1990 | Micsoda buli                                                    | N/A                         | N/A                      | 1992        |
| 1992 | A sötétség serege (1. magyar szinkron)                          | N/A                         | N/A                      | 1994        |
| 1992 | Kóbor szellem palackot keres                                    | N/A                         | N/A                      | 1992        |
| 1996 | Háborús zóna                                                    | Gracie Bookman              | Isabel Sanford           | 1996        |
| 1996 | Halálsikoly                                                     | Rachel Martin               | Collin Wilcox Paxton     | 1997        |
| 1997 | Orbis Pictus                                                    | Idős asszony                | Olga Vronská             | 1999        |

### Sorozatok
| Év        | Cím                                                      | Szereplő                             | Színész            | Szinkron év |
| --------- | -------------------------------------------------------- | ------------------------------------ | ------------------ | ----------- |
| 1969-1971 | A felügyelő                                              | Kellerné                             | Rosemarie Fendel   | 1973-1975   |
| 1971      | Leonardo da Vinci élete 1-5. (1. magyar szinkron)        | N/A                                  | N/A                | 1973        |
| 1971      | Erzsébet királynő 1-6.                                   | I. Erzsébet angol királynő           | Glenda Jackson     | 1974        |
| 1972      | A Strauss család 1-8.                                    | Anna Strauss                         | Anne Stallybrass   | 1975        |
| 1974-1975 | Columbo IV. (1. magyar szinkron)                         | N/A                                  | N/A                | 1977        |
| 1974-1975 | Columbo V. (2. magyar szinkron) (4 részben)              | Pat                                  | N/A                | 1993        |
| 1977      | Nők a pult mögött                                        | Anna édesanyja, klinikai főnővér     | Dana Medřická      | 1985        |
| 1978-1985 | Dallas II-IX.                                            | Patricia Shepard (+ Győry Franciska) | Martha Scott       | 1990-1994   |
| 1979      | Forró szél                                               | Milena                               | Miroslava Vukovic  | 1984        |
| 1980      | Rougonék szerencséje 1-5.                                | Adélaïde Rougon                      | Madeleine Robinson | 1984        |
| 1984      | A korona ékköve                                          | Fenny néni                           | Rosemary Leach     | 1989        |
| 1984      | Sherlock Holmes kalandjai 1-4, 6-7. (1. magyar szinkron) | N/A                                  | N/A                | 1986        |
| 1987      | Helena                                                   | Albertina                            | Anna Leio          | 1993        |
| 1990      | Hagenbeckék I.                                           | Martha Hagenbeck                     | Tilly Lauenstein   | 1994        |
| 1993      | Maigret II.                                              | N/A                                  | N/A                | 1994        |
| 1989-1995 | Váratlan utazás                                          | Rachel Lynde                         | Patricia Hamilton  | 1993-1997   |
| 1991-1993 | Sherlock Holmes naplójából                               | Lady Florence                        | Mary Ellis         | 1997        |
| 1994      | Sherlock Holmes emlékiratai                              | Agnes Garrideb                       | Phyllis Calvert    | 1997        |
| 1998      | Paula és Paulina                                         | Ricarda                              | Angelina Peláez    | 1999        |

### Rajzfilmek
| Év        | Cím                                                                        | Szereplő                 | Színész      | Szinkron év |
| --------- | -------------------------------------------------------------------------- | ------------------------ | ------------ | ----------- |
| 1940      | Mickey egér – Mickey vonatra száll (1. magyar szinkron)                    | Női utas                 | June Foray   | 1987        |
| 1961-1964 | Frédi és Béni II-V. (1. magyar szinkron)                                   | További szereplők        | N/A          | 1969-1980   |
| 1969      | A rózsaszín párduc show I. (1. magyar szinkron)                            | Hálóinges nő az ablaknál | Joan Gerber  | 1986        |
| 1969      | A rózsaszín párduc show I. (1. magyar szinkron)                            | Kutyás nő                | Laura Olsher | 1986        |
| 1971      | A hangya és a hangyász – 11. rész: Hangyák a kamrában (1. magyar szinkron) | Rovarirtó alkalmazott    | John Byner   | 1986        |
| 1981      | Hupikék törpikék I.                                                        | Lady Helga               | N/A          | 1990        |
| 1984      | Hangyabanda                                                                | N/A                      | N/A          | 1992        |
| 1985      | Az elsüllyedt világok I.                                                   | Eveke anyja              | N/A          | 1988        |
| 1992      | A nyomorultak (1. magyar szinkron)                                         | N/A                      | N/A          | 1995        |

## Díjai
- Farkas–Ratkó-díj (1962)
- Jászai Mari-díj (1970)
- Érdemes művész (1988)
- A Nemzeti Színház örökös tagja (1989)
- A legjobb női epizód-alakítás díja a Moszkva tér című filmben (2001)
- VOXCar-díj (2002)